# 1. Fußballclub Lokomotive Leipzig 2022-2023
Questa voce raccoglie le informazioni riguardanti il 1. Fußballclub Lokomotive Leipzig nelle competizioni ufficiali della stagione 2022-2023.

## Stagione
Nella stagione 2022-2023 il Lokomotive Lipsia, allenato da Almedin Civa, concluse il campionato di Regionalliga Nordest al 4º posto.

## Rosa
| N. |                          | Ruolo | Calciatore         |
| -- | ------------------------ | ----- | ------------------ |
| 1  | Germania (bandiera)      | P     | Isa Doğan          |
| 2  | Corea del Sud (bandiera) | D     | Eun-soo Gong       |
| 3  | Germania (bandiera)      | D     | Mike Eglseder      |
| 4  | Germania (bandiera)      | D     | Jannik Huhn        |
| 5  | Germania (bandiera)      | D     | David Urban        |
| 6  | Germania (bandiera)      | C     | Zak Piplica        |
| 7  | Serbia (bandiera)        | A     | Bogdan Rangelov    |
| 8  | Germania (bandiera)      | C     | Farid Abderrahmane |
| 9  | Turchia (bandiera)       | A     | Osman Atilgan      |
| 13 | Germania (bandiera)      | A     | Djamal Ziane       |
| 15 | Germania (bandiera)      | D     | Linus Zimmer       |

| N. |                     | Ruolo | Calciatore      |
| -- | ------------------- | ----- | --------------- |
| 18 | Germania (bandiera) | D     | Leon Heynke     |
| 19 | Germania (bandiera) | D     | Eric Voufack    |
| 22 | Germania (bandiera) | C     | Maik Salewski   |
| 23 | Germania (bandiera) | C     | Sascha Pfeffer  |
| 24 | Germania (bandiera) | D     | Luca Sirch      |
| 27 | Germania (bandiera) | A     | Theo Ogbidi     |
| 30 | Germania (bandiera) | P     | Dennis Dickmann |
| 31 | Polonia (bandiera)  | C     | Riccardo Grym   |
| 32 | Germania (bandiera) | C     | Julian Weigel   |
| 34 | Germania (bandiera) | A     | Tobias Dombrowa |
| 44 | Germania (bandiera) | P     | Niclas Müller   |

## Organigramma societario
Area tecnica
- Allenatore: Almedin Civa
- Allenatore in seconda: Koray Gökkurt
- Preparatore dei portieri:
- Preparatori atletici:
- Analisi video:

## Calciomercato

### Sessione estiva
| Acquisti | Acquisti        | Acquisti             | Acquisti |
| R.       | Nome            | da                   | Modalità |
| -------- | --------------- | -------------------- | -------- |
| A        | Tobias Dombrowa | Meppen               |          |
| P        | Isa Doğan       | Chemnitz             |          |
| C        | Riccardo Grym   | Chemnitz             |          |
| A        | Antonio Verinac | Lubecca U19          |          |
| C        | Julian Weigel   | Germania Halberstadt |          |
| D        | Linus Zimmer    | Den Bosch            |          |

| Cessioni | Cessioni         | Cessioni   | Cessioni |
| R.       | Nome             | a          | Modalità |
| -------- | ---------------- | ---------- | -------- |
| D        | Robert Berger    | Chemnitz   |          |
| A        | Tom Nattermann   | Babelsberg |          |
| C        | Michael Schlicht | Eilenburg  |          |

## Risultati

### Regionalliga Nordest

#### Girone di andata
| Arbitro: | Rauschenberg |

|                                               |           |                                |
| Ziane 16’, 32’ Pfeffer 24’ (rig.) Atilgan 72’ | Marcatori | 40’ (rig.) Scherhant 74’ Haxha |

| Arbitro: | Markhoff |

|                       |           |                       |
| Inaler 5’ Theisen 67’ | Marcatori | 24’ Atilgan 35’ Ziane |

| Arbitro: | Lämmchen |

|                                              |           |  |
| Pfeffer 45’ Atilgan 51’ Heynke 67’ Sirch 89’ | Marcatori |  |

| Arbitro: | Weisbach |

|                             |           |             |
| Kargbo 3’, 27’ Weilandt 23’ | Marcatori | 11’ Pfeffer |

| Lipsia 9 settembre 2022, ore 18:00 CEST 5ª giornata | Lokomotive Lipsia | 0 – 0 referto | BFC Dynamo | Bruno-Plache-Stadion (4 242 spett.)\| Arbitro: \| Lämmchen \| |
| Arbitro:                                            | Lämmchen          |               |            |                                                               |

| Arbitro: | Dallmann |

|            |           |                                  |
| Korsch 18’ | Marcatori | 60’ Ziane 63’ Pfeffer 69’ Ogbidi |

| Arbitro: | Ventzke |

|              |           |  |
| Rangelov 89’ | Marcatori |  |

| Arbitro: | Markhoff |

|                                     |           |             |
| Hasse 27’ Borgmann 64’ Abu-Alfa 90’ | Marcatori | 32’ Atilgan |

| Arbitro: | Ostrin |

|                                            |           |  |
| Ogbidi 37’ Pfeffer 88’ (rig.) Rangelov 90’ | Marcatori |  |

| Arbitro: | Müller |

|                |           |                         |
| Breitkreuz 40’ | Marcatori | 54’ Voufack 57’ Atilgan |

| Arbitro: | Weisbach |

|                  |           |  |
| Pfeffer 60’, 78’ | Marcatori |  |

| Arbitro: | Allwardt |

|                                    |           |                |
| Gakpeto 19’, 55’ Kaus 81’ Graf 90’ | Marcatori | 36’, 83’ Ziane |

| Arbitro: | Wiethüchter |

|  |           |            |
|  | Marcatori | 82’ Hansch |

| Arbitro: | Dallmann |

|            |           |                                      |
| Rogero 24’ | Marcatori | 90’ (rig.) Abderrahmane 90’ Eglseder |

| Arbitro: | Klemm |

|                       |           |                           |
| Atilgan 70’ Ziane 89’ | Marcatori | 40’ Kircicek 74’ Pagliuca |

| Arbitro: | Schipke |

|                     |           |  |
| Krauß 5’ Muiomo 31’ | Marcatori |  |

| Arbitro: | Rauschenberg |

|                                          |           |                                  |
| Pfeffer 4’, 68’ Dombrowa 14’ Atilgan 63’ | Marcatori | 66’ Çakmak 84’ (rig.), 85’ Frahn |

#### Girone di ritorno
| Arbitro: | Rose |

|           |           |                |
| Rölke 57’ | Marcatori | 61’, 84’ Ziane |

| Arbitro: | Wartmann |

|            |           |                    |
| Zimmer 82’ | Marcatori | 51’ Küc 87’ Harres |

| Arbitro: | Ventzke |

|  |           |                              |
|  | Marcatori | 41’ Ziane 44’ (rig.) Pfeffer |

| Arbitro: | Vierock |

|                                  |           |               |
| Pfeffer 50’ (rig.) Grym 64’, 85’ | Marcatori | 40’ Bandowski |

| Arbitro: | Kluge |

|            |           |           |
| Kleihs 31’ | Marcatori | 88’ Ziane |

| Arbitro: | Lämmchen |

|           |           |  |
| Sirch 48’ | Marcatori |  |

| Arbitro: | Markhoff |

|               |           |  |
| Weinhauer 63’ | Marcatori |  |

| Arbitro: | Ostrin |

|  |           |                      |
|  | Marcatori | 50’ Wähling 60’ Badu |

| Lipsia 2 aprile 2023, ore 16:00 CEST 26ª giornata | Chemie Lipsia | 0 – 0 referto | Lokomotive Lipsia | Alfred-Kunze-Sportpark (4 999 spett.)\| Arbitro: \| Allwardt \| |
| Arbitro:                                          | Allwardt      |               |                   |                                                                 |

| Arbitro: | Butterich |

|                      |           |  |
| Grym 29’ Atilgan 60’ | Marcatori |  |

| Arbitro: | Wartmann |

|                          |           |           |
| Butendeich 63’ Flath 69’ | Marcatori | 57’ Ziane |

| Arbitro: | Müller |

|                                  |           |              |
| Dombrowa 16’ Ziane 76’, 80’, 90’ | Marcatori | 60’ Reiniger |

| Arbitro: | Schipke |

|            |           |                                         |
| Fischer 9’ | Marcatori | 58’ Ziane 62’ (rig.) Pfeffer 70’ Ogbidi |

| Arbitro: | Bartnitzki |

|           |           |  |
| Ziane 90’ | Marcatori |  |

| Arbitro: | Kohnert |

|            |           |             |
| Keller 24’ | Marcatori | 20’ Atilgan |

| Arbitro: | Hagemann |

|                       |           |                                               |
| Atilgan 41’ Ziane 70’ | Marcatori | 7’ Halili 30’ Lämmel 68’ Petermann 75’ Dahlke |

| Arbitro: | Strebinger |

|  |           |                             |
|  | Marcatori | 14’, 59’ Atilgan 69’ Heynke |

## Statistiche

### Statistiche di squadra
| Competizione | Punti | In casa | In casa | In casa | In casa | In casa | In casa | In trasferta | In trasferta | In trasferta | In trasferta | In trasferta | In trasferta | Totale | Totale | Totale | Totale | Totale | Totale | DR  |
| Competizione | Punti | G       | V       | N       | P       | Gf      | Gs      | G            | V            | N            | P            | Gf           | Gs           | G      | V      | N      | P      | Gf     | Gs     | DR  |
| ------------ | ----- | ------- | ------- | ------- | ------- | ------- | ------- | ------------ | ------------ | ------------ | ------------ | ------------ | ------------ | ------ | ------ | ------ | ------ | ------ | ------ | --- |
| Regionalliga | 60    | 17      | 11      | 2       | 4       | 34      | 18      | 17           | 7            | 4            | 6            | 26           | 24           | 34     | 18     | 6      | 10     | 60     | 42     | +18 |
| Totale       | 60    | 17      | 11      | 2       | 4       | 34      | 18      | 17           | 7            | 4            | 6            | 26           | 24           | 34     | 18     | 6      | 10     | 60     | 42     | +18 |

### Andamento in campionato
| Giornata  | 1 | 2 | 3 | 4 | 5 | 6 | 7 | 8 | 9 | 10 | 11 | 12 | 13 | 14 | 15 | 16 | 17 | 18 | 19 | 20 | 21 | 22 | 23 | 24 | 25 | 26 | 27 | 28 | 29 | 30 | 31 | 32 | 33 | 34 |
| --------- | - | - | - | - | - | - | - | - | - | -- | -- | -- | -- | -- | -- | -- | -- | -- | -- | -- | -- | -- | -- | -- | -- | -- | -- | -- | -- | -- | -- | -- | -- | -- |
| Luogo     | C | T | C | T | C | T | C | T | C | T  | C  | T  | C  | T  | C  | T  | C  | T  | C  | T  | C  | T  | C  | T  | C  | T  | C  | T  | C  | T  | C  | T  | C  | T  |
| Risultato | V | N | V | P | N | V | V | P | V | V  | V  | P  | P  | V  | N  | P  | V  | V  | P  | V  | V  | N  | V  | P  | P  | N  | V  | P  | V  | V  | V  | N  | P  | V  |
| Posizione | 2 | 7 | 4 | 8 | 6 | 6 | 4 | 8 | 5 | 5  | 4  | 6  | 8  | 6  | 6  | 7  | 5  | 4  | 6  | 4  | 4  | 4  | 3  | 3  | 5  | 5  | 4  | 4  | 4  | 4  | 4  | 4  | 4  | 4  |

Legenda:

Luogo: C = Casa; T = Trasferta. Risultato: V = Vittoria; N = Pareggio; P = Sconfitta.

### Statistiche dei giocatori
| F. Abderrahmane | 29 | 1  | 6 | 0 |
| O. Atilgan      | 32 | 12 | 8 | 1 |
| D. Dickmann     | 1  | 0  | 0 | 0 |
| T. Dombrowa     | 33 | 2  | 3 | 0 |
| I. Doğan        | 19 | 0  | 2 | 0 |
| M. Eglseder     | 26 | 1  | 5 | 0 |
| E. Gong         | 2  | 0  | 0 | 0 |
| R. Grym         | 25 | 3  | 2 | 0 |
| L. Heynke       | 27 | 2  | 5 | 0 |
| J. Huhn         | 0  | 0  | 0 | 0 |
| N. Müller       | 17 | 0  | 0 | 0 |
| T. Ogbidi       | 31 | 3  | 1 | 0 |
| S. Pfeffer      | 33 | 12 | 4 | 1 |
| Z. Piplica      | 31 | 0  | 6 | 0 |
| B. Rangelov     | 27 | 2  | 2 | 0 |
| M. Salewski     | 17 | 0  | 1 | 0 |
| L. Sirch        | 34 | 2  | 3 | 0 |
| D. Urban        | 25 | 0  | 5 | 0 |
| A. Verinac      | 2  | 0  | 0 | 0 |
| E. Voufack      | 31 | 1  | 5 | 1 |
| J. Weigel       | 17 | 0  | 1 | 0 |
| D. Ziane        | 29 | 18 | 5 | 0 |
| L. Zimmer       | 25 | 1  | 3 | 0 |